# Provo-Bewegung

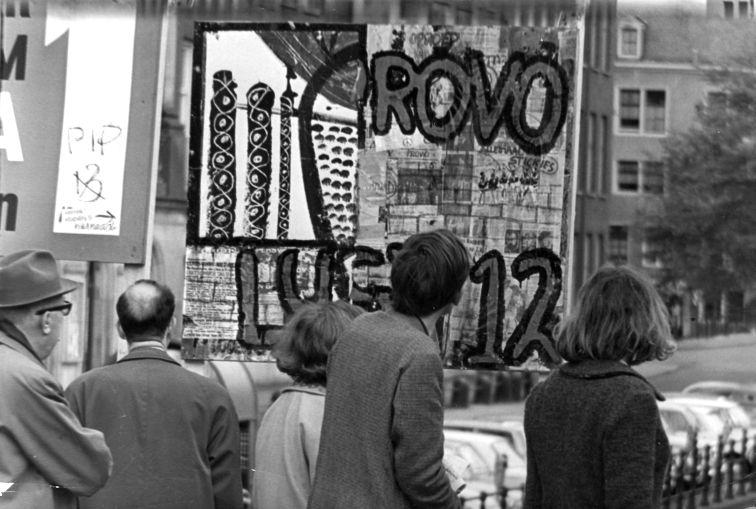
Erster öffentlicher Aushang der Provo-Gruppe in Amsterdam, 8. Mai 1966

Provo war eine niederländische anarchistische Protestbewegung in den 1960er-Jahren, deren Ziel es war, durch gewaltlose Aktionen gewalttätige Reaktionen von Behörden und sonstigen Autoritäten zu provozieren.

## Geschichte

### Gründung
Gegründet wurde die Gruppe am 25. Mai 1965 vom anarchistischen Philosophen Roel van Duijn, vom Nichtraucher-Aktivisten Robert Jasper Grootveld, vom Drucker Rob Stolk, vom Erfinder Luud Schimmelpennink und Peter Bronkhorst. Die niederländische Monarchie und die Mitglieder des Königshauses waren als Symbole des Establishments bevorzugte Ziele der satirischen Attacken von Provo. So verbreitete die Gruppe eine gefälschte Erklärung von Königin Juliana von Oranien-Nassau, in der sie bekannt gab, dass diese Anarchistin geworden sei und über eine Machtübergabe an Provo verhandele.

### Aktive Phase
Weltweite Aufmerksamkeit und Bekanntheit erlangte Provo mit ihrer Aktion bei der königlichen Hochzeit von Prinzessin Beatrix von Oranien-Nassau mit Claus von Amsberg, der wegen seiner früheren Mitgliedschaft in der Hitlerjugend umstritten war, am 10. März 1966. Der Gruppe gelang es, am Weg der Prozession mehrere Rauchbomben zu zünden, die enorme Rauchentwicklung und die gewalttätige Überreaktion der Polizei, von der auch ausländische Journalisten betroffen waren, wurden via Fernsehen weltweit übertragen. In der Woche nach der Hochzeit wurde eine Fotoausstellung über die Polizeigewalt eröffnet, Polizisten drangen ein und verprügelten Ausstellungsbesucher. Diese Brutalitäten sensibilisierten die niederländische Öffentlichkeit, viele Intellektuelle und Schriftsteller forderten unabhängige Untersuchungen zum Verhalten der Polizei.
Im Juni 1966, als ein Arbeiter während eines Streiks getötet wurde, behauptete die konservative Zeitung De Telegraaf, dass der Mann nicht von der Polizei, sondern von einem anderen Arbeiter ermordet wurde. In der Folge kam es unter Beteiligung von Provo-Aktivisten zu heftigen Protesten gegen die Zeitung und zur Stürmung des Redaktionsgebäudes. In den nachfolgenden Wochen wurden hunderte Menschen bei Happenings und Demonstrationen verhaftet, ein Demonstrationsverbot brachte nur noch mehr Menschen auf die Straße. Im August 1966 sollte ein Parlamentsausschuss die Ursachen der Krise untersuchen, dessen Ergebnisse zur Entlassung des verantwortlichen Polizeichefs führten. Im Mai 1967 wurde schließlich auch der Bürgermeister von Amsterdam „ehrenhaft“ aus dem Amt entlassen, nachdem der Untersuchungsausschuss dessen Politik verurteilt hatte. Eine Woche danach erklärte Provo überraschend seine Auflösung.
Harry Mulisch schrieb einen Roman, De Rattenkoning, über die Unruhen des Sommers 1966, die dem Mord an dem Arbeiter und der Erstürmung der De-Telegraaf-Redaktion folgten.

### Auflösung
Die Gründe für die Auflösung von Provo 1967 und der Provo-Zeitschrift waren die wachsende öffentliche Sympathie, vor allem von gemäßigten Liberalen, und die ebenso wachsende Unruhe innerhalb der Bewegung: Letztere war eine Folge der Institutionalisierung durch die (kommunal-)politischen Aktivitäten von Provo. Provo hatte bei der letzten Amsterdamer Gemeinderatswahl ein Mandat gewonnen und rief die sogenannten Weißen Pläne ins Leben: Der bekannteste davon war der Weiße Fahrradplan, durch welchen in ganz Amsterdam weiße Fahrräder zur kostenlosen Benutzung aufgestellt wurden. Als Vertreter des politischen Flügels durch das Land tourten, Vorträge hielten und Interviews gaben, kam es zu schweren Verstimmungen mit den Provo-Gründern Stolk und Grootveld. Die Positionen des „reformistischen“ und des „revolutionären“ Teils der Bewegung wurden schließlich unvereinbar, Stolk, Grootveld und van Duijn beschlossen am 13. Mai 1967 die Auflösung der Provo-Bewegung.
Aus dem Umkreis von Provo wurde 1969 die Kabouterbewegung gegründet.